# Hellas Sat 3
Hellas Sat 3 / Inmarsat-S-EAN ist ein kommerzieller Kommunikationssatellit, der von Hellas Sat und Inmarsat betrieben wird.
Er wurde am 28. Juni 2017 um 21:15 UTC mit einer Ariane-5-ECA-Trägerrakete vom Raketenstartplatz Centre Spatial Guyanais (zusammen mit GSAT-17) in eine geostationäre Umlaufbahn gebracht.
Der dreiachsenstabilisierte Satellit ist mit S-Band-, Ka-Band- und Ku-Band-Transpondern ausgerüstet und soll von der Position 39° Ost aus Europa, den mittleren Osten und Nordafrika mit Telekommunikationsdienstleistungen und Fernsehen versorgen. Für Inmarsat besteht die Nutzlast aus S-Band-Multifunktions-Transpondern für das European Aviation Network, einem geplanten Netzwerk aus Mobilfunkstationen und Satelliten zur Bereitstellung von mobilem Internet auf innereuropäischen Flügen. EAN verbindet nahtlos die Kommunikation über einen Inmarsat-S-Band-Satelliten mit einem bodengestützten und leistungsstarken LTE-Mobilfunknetz der Deutschen Telekom. Ein EAN-Flugzeug empfängt seine Daten also sowohl von oben (S-Band) als auch von unten (EAN). Für Hellas Sat sind 47 Ku-Band- (am Ende der Lebensdauer noch 44) und 1 Ka-Band-Transponder an Bord. Er wurde auf Basis des Satellitenbusses Spacebus 4000C4 der Thales Alenia Space gebaut und besitzt eine geplante Lebensdauer von 15 Jahren. Die Vereinbarung zwischen Hellas Sat und Inmarsat wurde 2014 bekannt gegeben.